# Triada Virchowa
Triada Virchowa – opisany w 1856 roku przez Rudolfa Virchowa zespół trzech czynników, uważany w tamtych latach za czynniki ryzyka zakrzepicy żylnej.
W skład triady Virchowa wchodzą:
- uraz ściany naczynia krwionośnego
- nadmierna krzepliwość krwi
- zaburzenia przepływu krwi

Aktualnie te czynniki nadal są uznawane za predysponujące do rozwoju choroby, jednakże znanych jest dużo więcej czynników ryzyka rozwoju zakrzepicy.